# Charles Hambro, Baron Hambro
Charles Eric Alexander Hambro, Baron Hambro (* 24. Juli 1930; † 7. November 2002 in London) war ein britischer Banker und Politiker.
Charles Hambro war der Sohn von Charles Jocelyn Hambro und dessen erster Frau. Er war der letzte Leiter der Hambros Bank. Da sein Vater in zweiter Ehe mit der Witwe eines Mitgliedes der schwedischen Bankerfamilie Wallenberg verheiratet war, konnte Charles während des Zweiten Weltkrieges zunächst in Schweden und später in New York leben, bevor er 1943 nach England zurückkehrte und dort das Eton College besuchte. Charles Hambro leistete seinen zweijährigen Militärdienst bei den Coldstream Guards ab und trat 1952 als sechste Generation in die von der Familie betriebene Bank ein. 
Während er einerseits der Familientradition des Geschäfts treu blieb, reformierte er andererseits das Bankhaus und führte es so erfolgreich durch verschiedene Krisen in den 1960er und 1970er Jahren. In den 1980er Jahren versuchte er sich der veränderten Bankenwelt mit dem Einstieg in den Bereich der Corporate Finance anzupassen, doch 1998 wurde die Bank, die in einer zunehmend von Großbanken dominierten Finanzwelt nicht mehr überlebensfähig war, aufgeteilt und an verschiedene andere Unternehmen verkauft.
Charles Hambro war von 1993 bis 1997 als Schatzmeister für die Finanzen der Conservative Party verantwortlich und es gelang ihm dabei nicht nur, die Schulden von 19 Millionen Pfund abzubauen, sondern auch die Finanzierung der Partei auf eine langfristig einträglichere Grundlage zu stellen.
1994 wurde Charles Hambro als Lord Hambro of Dixton and Dumbleton zum Life Peer und damit Mitglied des britischen Oberhauses ernannt.
Charles Hambro war zweimal verheiratet, aus seiner ersten Ehe hatte er zwei Söhne und eine Tochter.

## Weitere Veröffentlichungen
- Charles Hambro im Hansard (englisch)

| Personendaten    | Personendaten                                                        |
| ---------------- | -------------------------------------------------------------------- |
| NAME             | Hambro, Charles, Baron Hambro                                        |
| ALTERNATIVNAMEN  | Hambro, Charles Eric Alexander, Baron Hambro of Dixton and Dumbleton |
| KURZBESCHREIBUNG | britischer Bankier und konservativer Politiker                       |
| GEBURTSDATUM     | 24. Juli 1930                                                        |
| STERBEDATUM      | 7. November 2002                                                     |
| STERBEORT        | London                                                               |